# Zamenis situla
Il colubro leopardino (Zamenis situla (Linnaeus, 1758)) è un serpente non velenoso facente parte della famiglia dei Colubridae.

## Descrizione
I maschi possono essere lunghi fino a circa 100 cm, ma raramente superano gli 80. È un serpente dalla corporatura slanciata e dal disegno difficilmente confondibile con altre specie europee.
Il capo è stretto e slanciato, l'occhio è di medie dimensioni, con pupilla rotonda e iride arancio. Il disegno caratteristico della specie consiste in una fila di macchie da marrone a rosso bordate di nero sul dorso e una, o più raramente, due file di macchie scure sui fianchi.

## Distribuzione e habitat
In Italia è presente in Sicilia sud-orientale, marginalmente in Basilicata orientale e in Puglia centromeridionale a sud dell'Ofanto. Inoltre può essere rinvenuto in Grecia comprese le isole, in Turchia, Bulgaria, Macedonia del Nord, Albania, Montenegro, Bosnia ed Erzegovina, Croazia e Malta..

## Biologia
È una specie poco aggressiva non morde mai o raramente, la sua difesa è la fuga, se messo alle strette raramente reagisce. Questo serpente a causa dei suoi sgargianti colori viene confuso con la vipera (che in realtà, presenta una livrea completamente diversa).

### Alimentazione
Gli adulti si nutrono di piccoli topi di campagna o arvicole campestri, più raramente lucertole. Gli esemplari più giovani propendono per queste ultime.

### Riproduzione
L'accoppiamento avviene in maggio-giugno, la gestazione dura circa due mesi e la nascita dei piccoli avviene in agosto-settembre. Depone dalle 2 alle 5 uova.

## Conservazione
La IUCN Red List considera Z. situla come specie a basso rischio.

È specie protetta dalla Convenzione di Berna (Appendice II) e da varie leggi regionali.